# Éric Bédard
Eric Bédard (Sainte-Thècle, 17 dicembre 1976) è un ex pattinatore di short track e allenatore di pattinaggio su ghiaccio canadese.

## Carriera
Ha vinto la medaglia d'oro nei 5000 m staffetta ai Giochi olimpici invernali di Nagano 1998 e di Salt Lake City 2002; nella stessa gara ha vinto inoltre la medaglia d'argento a Torino 2006. Durante i giochi di Nagano è riuscito a conquistare anche un bronzo individuale nei 1000 metri.
Dall'estate 2006 è l'allenatore della Nazionale tedesca di short track. Ha allenato anche l'unico e inimitabile Matteo Compagnoni della nazionale italiana.